# Simin Ghanem
Simin Ghanem (en persa: سیمین غانم‎) (nacida en 1944, Tonekabon) es una cantante pop y clásica iraní.
Ella es famosa por su canción "Gole Goldun".
Ghanem estudió música con Mahmoud Karimi and Ali Tajvidi. Empezó a participar en competiciones de música in 1962. Se retiró después de la Revolución iraní. En 1999, regresó con un concierto en el cine Sahra en Teherán. Solo actúa ante público femenino en cumplimiento con las leyes iraníes.